# Gmina Præstø
Gmina Præstø (duń. Præstø Kommune) była w latach 1970–2006 (włącznie) jedną z gmin w Danii w okręgu Storstrøms Amt.
Siedzibą władz gminy było miasto Præstø. 
Gmina Præstø została utworzona 1 kwietnia 1970 na mocy reformy podziału administracyjnego Danii. Po kolejnej reformie w 2007 r. weszła w skład nowej gminy Vordingborg.

## Dane liczbowe
- Liczba ludności: (♀ 3773 + ♂ 3835) = 7608
  - wiek 0-6: 8,1%
  - wiek 7-16: 12,7%
  - wiek 17-66: 62,3%
  - wiek 67+: 17,0%
- zagęszczenie ludności: 71,8 osób/km²
- bezrobocie: 4,3% osób w wieku 17-66 lat
- cudzoziemcy z UE, Skandynawii i USA: 141 na 10 000 osób
- cudzoziemcy z krajów Trzeciego Świata: 227 na 10 000 osób
- liczba szkół podstawowych: 2 (liczba klas: 43)